# Anauxesis proxima
Anauxesis proxima là một loài bọ cánh cứng trong họ Cerambycidae.